# Hey Arnold! The Movie
Hey Arnold! The Movie, auch als Hey Arnold! – Der Film bekannt, ist eine US-amerikanische Zeichentrick-Abenteuerkomödie aus dem Jahr 2002, die auf der gleichnamigen Nickelodeon-Zeichentrickserie Hey Arnold! basiert. Regie führte Tuck Tucker, das Drehbuch schrieben die Serienschöpfer Craig Bartlett, der den Film auch produzierte, und Steve Viksten. Der Film folgt Arnold, Gerald und Helga bei ihrem Versuch, ihre Nachbarschaft vor einem habgierigen Bauunternehmer zu retten, der sie in ein riesiges Einkaufszentrum verwandeln will.

## Handlung
Als Arnold Shortman und sein bester Freund Gerald Johanssen von einem Basketballspiel gegen Fünftklässler nach Hause kommen, erfahren sie vom Metzger Marty Green, dass Alphonse Perrier du von Scheck, der CEO des Immobilienunternehmens FutureTech Industries (FTI), Pläne angekündigt hat, das gesamte Viertel Hillwood in ein luxuriöses Hochhaus-Einkaufszentrum umzuwandeln. Bei dieser Ankündigung weigern sich alle Anwohner, den Abriss ihres Viertels zu akzeptieren. Natürlich ermutigt Arnold alle, gegen FTI zu protestieren, aber genau in diesem Moment wird Helga Pataki auf sie aufmerksam und beginnt in ihrer typischen Art, Arnold zu beschimpfen und ihre Liebe zu ihm auszudrücken. In dieser Nacht findet Helga Pataki heraus, dass ihr Vater Big Bob mit FTI zusammenarbeitet, um in dem geplanten Einkaufszentrum eine neue, überdimensionale Filiale seines Pieperladens zu eröffnen. Schließlich stellt sie sich auf die Seite ihres Vaters, wenn auch widerwillig, denn sie liebt Arnold.
Am nächsten Tag wird direkt vor Arnolds Haus ein Zettel ausgehängt, dass das Viertel in 30 Tagen abgerissen werden soll. Arnold organisiert ein Straßenfest namens „Blockapalooza“, um gegen FTI zu protestieren, aber es scheitert, als Schecks Angestellte die Genehmigung stehlen und Arnolds Großmutter Gertie verhaftet wird, weil sie sich bei der Niederschlagung der Demonstration mit der Polizei angelegt hat. Gerade als das Ende des Stadtteils gekommen zu sein scheint und die Bewohner beginnen, ihre Sachen zu packen, erzählt Arnolds Großvater Phil von der „Tomatenschlacht“. Dabei handelt es sich um eine wichtige Schlacht im Unabhängigkeitskrieg, in der die Bewohner des Viertels gegen den Kolonialherren Archivaldo von Scheck (ein Vorfahre von Alphonse Perrier du von Scheck) kämpften und den Krieg schließlich gewannen, indem sie Tomaten als Waffen einsetzten, weil diese so zäh waren. Dabei erwähnt er, dass dies auf dem Gelände der Pension Sunset Arms geschah. Arnold erkennt, dass die Gegend nach dem Krieg unter Denkmalschutz gestellt werden musste, um ihren Erhalt zu sichern. Das ganze Gespräch wird von Helga mitgehört. Als Helga nach Hause kommt, sieht sie, wie ihr Vater den Vertrag mit Scheck unterschreibt, was sie noch mehr zögern lässt, ihn weiter zu unterstützen.
Am nächsten Tag gehen Arnold und Gerald zu Mr. Bailey ins General Information Office und bitten um Hilfe, aber Mr. Bailey weigert sich hartnäckig, ihnen zu helfen, bis Arnold ihn schnell überredet, weil sie auch Dollys Donut Shop demoliert haben, und obwohl Mr. Bailey ihnen hilft, kann der Computer die Information über das Dokument nicht finden, aber Mr. Bailey gibt ihnen die Information über den Gerichtsmediziner der Stadt, der ein Geschichtsfanatiker ist, weil er alle möglichen historischen Aufzeichnungen besitzt, also treffen Arnold und Gerald den Gerichtsmediziner, und obwohl er ein Fremder ist, gelingt es ihm, Arnold und Gerald die Information über das Dokument und seinen Verbleib zu geben. Also treffen Arnold und Gerald den Gerichtsmediziner und es gelingt ihm, Arnold und Gerald Informationen über das Dokument und seinen Verbleib zu geben. Es stellt sich heraus, dass das Dokument vor fünf Jahren auf einer Auktion gekauft wurde, und obwohl er die Daten des Käufers nicht finden konnte, konnte er ihnen sagen, wo sich das Dokument befindet.
Als Arnold und Gerald dort ankommen, sind sie verwirrt, da es sich bei dem Gebäude um den Hauptsitz von Future Industries handelt und sie nicht wissen, woher sie das Dokument haben. Als sie das Gebäude betreten, versuchen Arnold und Gerald mit Herrn Scheck zu sprechen, aber der Wachmann lässt sie nicht hinein, so dass sie sich schließlich hineinschleichen, aber sofort erwischt und zu Scheck in sein Büro gebracht werden. Arnold fragt ihn nach dem Dokument, das den Abriss verhindert. Scheck ist von der Frage verwirrt und sagt, er wisse nicht, wo es sei, aber Gerald glaubt ihm nicht, und Scheck ruft den Sicherheitsdienst, woraufhin Arnold und Gerald aus dem Gebäude geworfen werden. Kurz darauf spricht Scheck mit Nick Vermicelli und bittet ihn, Arnold im Auge zu behalten.
Als die Frist näher rückt, erhält Arnold einen Anruf von „Deep Voice“ (einer „Deep Throat“-ähnlichen Figur), der ihm mitteilt, dass Scheck das Dokument in seinem Büro-Safe hat und lügt, wenn er nicht weiß, wo es sich befindet. Arnold und Gerald stehlen den Schlüssel zum Safe von Schecks Assistenten Nick Vermicelli. Nick bemerkt später das Fehlen des Schlüssels und informiert Scheck. In der Zwischenzeit entwickeln Phil und die anderen Bewohner von Sunset Arms einen Notfallplan, um die Bulldozer von der Zerstörung des Viertels abzuhalten: Sie verkabeln die Abwasserkanäle unter ihrer Straße mit Dynamit, um die Baumaschinen von FTI abzufangen. Big Bob stößt später zu ihnen, nachdem er Nick in dessen Wohnung angegriffen hat, als er herausfand, dass Scheck laut Vertrag 51 % seiner Firma kontrolliert und ihn deshalb betrügen wird.
Mit Hilfe der Agentin Bridget infiltrieren Arnold und Gerald das FTI-Hauptquartier und stellen fest, dass Scheck das Dokument in seinen Händen hält. Scheck erzählt daraufhin die Geschichte seiner eigenen Familie im Zusammenhang mit dem Tomatenschlacht: Sein Vorfahre Archibald, Gouverneur der örtlichen britischen Streitkräfte, wurde von den amerikanischen Kolonisten besiegt und gedemütigt, darunter auch Arnolds Vorfahren, die gegen die Erhöhung der Tomaten-Steuern protestierten. Um die Ehre seiner Familie zu rächen, will Scheck das Viertel abreißen und durch ein Gebäude ersetzen, das seinen Namen trägt. Er vernichtet das Dokument, um sicherzugehen, dass seine Pläne in die Tat umgesetzt werden, und ruft dann seine Wachen, um die beiden zu vertreiben. Die beiden entkommen, glauben aber, ihr Vorhaben sei gescheitert, bis „Deep Throat“ Arnold rät, sich die Aufzeichnungen der Überwachungskamera des FTI zu besorgen, die zeigen, wie Scheck das Dokument verbrennt.
Sofort gelingt es Arnold, in den Aufnahmeraum einzudringen und das Band zu erbeuten, auf dem Scheck das Dokument verbrennt. Als Scheck in sein Büro kommt, bemerkt er, dass Arnold das Band hat, löst den Einbruchsalarm aus und ruft seine Wachen. Arnold gelingt es, sich in einem Lüftungsschacht zu verstecken, und in diesem Moment ruft „Deep Throat“ Arnold zurück, um ihn zu warnen, dass sich überall im Gebäude weitere Wachen befinden. Arnold sieht, dass die heisere Stimme in seiner Nähe ist und nähert sich langsam, um zu sehen, wer es ist. Er entdeckt, dass die „Deep Throat“ Helga ist und fragt sie, warum sie sich entschieden hat, ihm zu helfen, anstatt sich auf die Seite ihres Vaters zu stellen. Helga gesteht ihm zögernd nach all ihrem Unglück ihre Liebe zu Arnold und küsst ihn überrascht. Helga und Arnold fliehen aus dem Haus und treffen sich mit Gerald in einem Bus. Er überredet den Fahrer Murray, einen verbitterten Kriegsveteranen, das Fahrzeug zu beschleunigen. Scheck jagt Arnold, Gerald und Helga durch die Stadt und fordert Nick auf, die Brücke, über die sie fahren, abzureißen. Nick sagt Scheck, dass sie dafür lebenslänglich bekommen könnten. es kommt zu mehreren Beinahezusammenstößen und Murray verliert nach einem Aufprall am Steuer das Bewusstsein, doch die Jungs bleiben unverletzt, als die aus dem Gefängnis ausgebrochene Gertie auf einen der Abrissbagger steigt und die anderen umwirft. Im Morgengrauen trifft Bürgermeister Dixie mit der Polizei und einem Nachrichtenteam am Tatort ein.
Dann zeigen Arnold und Bridget auf der großen Leinwand vor Arnolds Haus das Video, in dem Scheck das Dokument verbrennt, was Bürgermeister Dixie dazu veranlasst, das Viertel offiziell zu einer historischen Stätte zu erklären, die niemals abgerissen werden darf. Später kommt Scheck in seinem Auto an und fragt, warum mit dem Abriss noch nicht begonnen wurde. Er sieht auf der Leinwand das Video von sich, wie er das Dokument verbrennt, und will gerade gehen, als die Nachbarn versuchen, ihn anzugreifen. Scheck wird sofort festgenommen.
Harold setzt sich versehentlich auf den Zünder, der Großvater Phils Sprengsatz zur Explosion bringt. Helga bestreitet, Arnold geliebt zu haben, und behauptet, sie habe diese Dinge „im Eifer des Gefechts“ gesagt. Arnold, der nicht überzeugt ist, versucht, sich damit abzufinden, indem er alles wieder in den Normalzustand versetzt.

## Produktion
1998 verlängerte Nickelodeon Hey Arnold! um eine vierte Staffel und gab dem Schöpfer Craig Bartlett die Möglichkeit, zwei Spielfilme zu entwickeln. Im Jahr 2001, als die Arbeiten an der fünften Staffel abgeschlossen waren, begannen Bartlett und seine Firma mit der Produktion des ersten Spielfilms mit dem Titel Arnold Saves the Neighborhood. Das Projekt The Neighborhood wurde ursprünglich für das Fernsehen und für Heimvideos als die letzten drei Episoden der fünften Staffel produziert, wurde aber schließlich zu Hey Arnold! The Movie, als die Verantwortlichen von Paramount Pictures nach erfolgreichen Testvorführungen beschlossen, den Film in die Kinos zu bringen. Laut dem Animationshistoriker Jerry Beck wurde die Entscheidung auch durch den finanziellen Erfolg der ersten beiden Rugrats-Filme, Rugrats – Der Film und Rugrats in Paris – Der Film gefällt. In Deutschland wurde der Film auch als dreiteilige Episodenfassung unter dem Titel Arnold rettet die Nachbarschaft gezeigt.

## Besetzung und Synchronisation
| Rolle                          | Originalsprecher     | Deutscher Sprecher |
| ------------------------------ | -------------------- | ------------------ |
| Arnold Shortman                | Spencer Klein        | Daniel Schöpe      |
| Helga G. Pataki                | Francesca Smith      | Jana Schölermann   |
| Gerald Johanssen               | Jamil Walker Smith   | N.N.               |
| Großvater 'Steely' Phil        | Dan Castellaneta     | Klaus Höhne        |
| Nick Vermicelli                | Dan Castellaneta     | Tobias Lelle       |
| Großmutter Gertie 'Pookie'     | Tress MacNeille      | N.N.               |
| Alphonse Perrier du von Scheck | Paul Sorvino         | Christoph Jablonka |
| Bridget                        | Jennifer Jason Leigh | Claudia Lössl      |
| Mr. Bailey                     | Vincent Schiavelli   | Michael Rüth       |
| Big Bob Pataki                 | Maurice LaMarche     | Walter von Hauff   |
| Mr. Hyunh                      | Baoan Coleman        | Kai Taschner       |

## Videospiel
THQ hat ein Videospiel zum Film exklusiv für den Game Boy Advance herausgebracht. Das Spiel besteht aus fünf Welten mit jeweils vier Levels (einschließlich eines Endgegners im vierten Level). Der Spieler kann als Arnold, Gerald, Opa, Oma und Helga spielen, wobei Helga nur mit einem Cheatcode freigeschaltet werden kann.